# Tiny Toon Adventures 2: Trouble in Wackyland
Tiny Toon Adventures 2: Trouble in Wackyland is een videospel voor het platform Nintendo Entertainment System. Het spel werd uitgebracht in 1993. 